# Alvarezsaurus
Az Alvarezsaurus (jelentése 'Alvarez-gyík') az alvarezsaurida dinoszauruszok egy kisméretű neme, amely a késő kréta korban, körülbelül 86–83 millió évvel ezelőtt élt Argentína területén. A becslés alapján a hossza körülbelül 2 méter, a tömege pedig nagyjából 20 kilogramm lehetett. A Bajo de la Carpa-formációban fedezték fel, és José Bonaparte nevezte el 1991-ben, a történészre, Don Gregorio Alvarezre utalva.

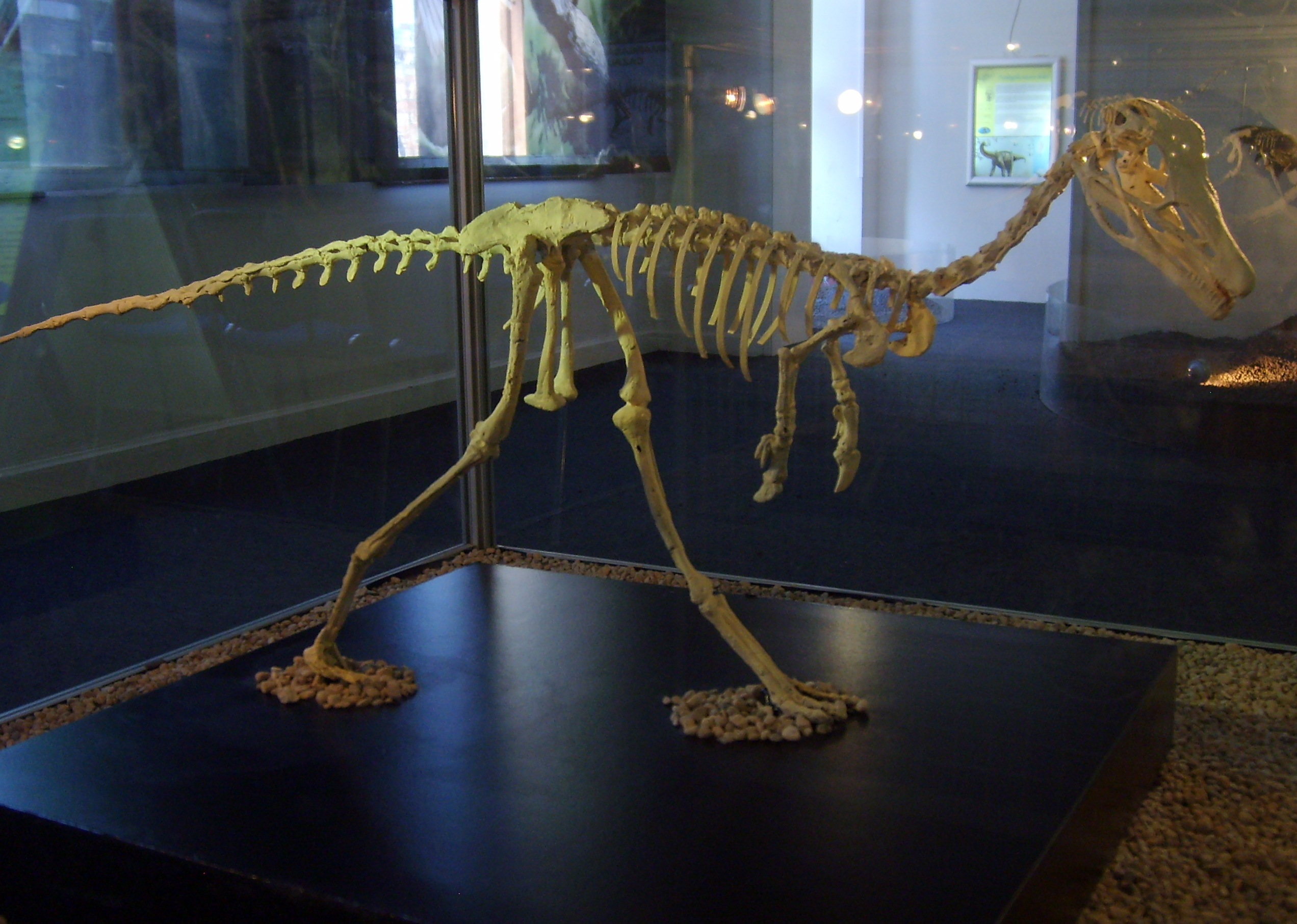
Az Alvarezsaurus csontvázának rekonstrukciója

Két lábon járt, hosszú farokkal rendelkezett, a lába felépítése pedig arra utal, hogy gyors futó volt. Rovarevő lehetett és bazálisabb volt a család jobban ismert tagjainál, a Mononykusnál és a Shuvuuiánál. A madarak közé nem tartozó theropoda dinoszauruszként és korai madárként is besorolták. Típusfaja az A. calvoi.

## Popkulturális hatás
Az Alvarezsaurus szerepel a Discovery Channel Dinoszauruszok bolygója című dokumentumfilm-sorozatának Alfa tojásai című részében, melyben fiatal Saltasaurusokra vadászik, annak ellenére, hogy ezek az állatok nem voltak kortársak, az Alvarezsaurus körülbelül 5 millió évvel korábban élt, mint a Saltasaurus.

## Fordítás
- Ez a szócikk részben vagy egészben az Alvarezsaurus című angol Wikipédia-szócikk ezen változatának fordításán alapul.  Az eredeti cikk szerkesztőit annak laptörténete sorolja fel. Ez a jelzés csupán a megfogalmazás eredetét és a szerzői jogokat jelzi, nem szolgál a cikkben szereplő információk forrásmegjelöléseként.